# Phaenomenella angusta
Phaenomenella angusta is een slakkensoort uit de familie van de Buccinidae. De wetenschappelijke naam van de soort is voor het eerst geldig gepubliceerd in 2006 door Hadorn & Fraussen.